# 朴泽亚陶
朴泽亚陶 (緬甸語： [zèjà θɔ̀]， 1981年3月26日—2022年7月23日）是缅甸政治人物和嘻哈音樂艺术家，曾擔任缅甸议会下议院眾議院議員。2021年11月，朴泽亚陶因創作的歌曲歌词中含有反政府內容而被國家管理委員會逮捕。 
2022年1月被判处死刑。 2022年7月23日，朴泽亚陶被处决。 

## 生平
朴泽亚陶生于缅甸仰光，其父为學校校長，其母為牙医。1999年時，朴泽亚陶正就读于曼德勒药学大学， 2003年获得文学学士学位。
2000年，朴泽亚陶所在的乐队Acid发行了缅甸有史以來第一张嘻哈专辑。 该乐队發表的歌曲中含有批評緬甸當局的內容。
朴泽亚陶也是Generation Wave的四位创始成员之一，这是一个反对国家和平与发展委员会的組織。 2008年3月12日，朴泽亚陶在仰光的一家餐馆被捕。
朴泽亚陶在审讯期间遭到殴打。 2008年11月20日，朴泽亚陶被判处五年徒刑。他又被指持有外币而被加判一年监禁。
2011年5月17日，朴泽亚陶获释。
朴泽亚陶也是全国民主联盟的成员。在2012年缅甸议会补选中，他當選緬甸眾議院議員。
在2015年緬甸議會選舉中，朴泽亚陶連任众议院議員。
2021年11月，朴泽亚陶被國家管理委員會逮捕。 2022年1月，朴泽亚陶被判处死刑。2022年7月23日，朴泽亚陶被处决。 

### 反应
德国政府强烈谴责缅甸當局处决朴泽亚陶。2022年7月28日，七大工業國組織外长发表声明，强烈谴责緬甸軍政府處決朴泽亚陶。 